# Servei d'Ensenyament del Català
Servei d'Ensenyament del Català (SEDEC) és un servei creat el 1978 per la Generalitat de Catalunya adscrit al Departament de Política Lingüística i que té la finalitat d'assessorar les entitats educatives interessades en la normalització lingüística en matèria d'ensenyament del català. Aquest servei també assessora i orienta pel que fa a l'aprenentatge de l'aranès i ha estat el principal impulsor dels Programes d'Immersió Lingüística a les escoles de Catalunya.
El 1986 inicià la col·laboració amb institucions i entitats homòlogues dels Països Catalans per a la normalització lingüística en l'àmbit de l'ensenyament no universitari. Inclou el projecte Anselm Turmeda per a l'ensenyament de la llengua a l'alumnat procedent d'altres cultures i amb altres llengües per tal de facilitar la seva integració. Ha passat a integrar-se dins l'àrea LIC (llengua i cohesió social) del departament d'educació.
Entre els seus directors hi ha Joaquim Arenas i Sampera i Margarida Muset i Adel.